# La Marche (Koltès)
Pour les articles homonymes, voir La Marche (homonymie).
La Marche est une pièce de théâtre de l'auteur dramatique français Bernard-Marie Koltès écrite en 1970 et publiée en 2003 par les Éditions de minuit,.

## Genèse
Cette pièce lui a été inspirée par la lecture de la traduction d'Henri Meschonnic du Cantique des cantiques.

## Personnages
- L'Époux
- L'Épouse
- Le Fiancé
- La Fiancée[4]

## Mises en scènes
- 2009 : mise en scène Michel Didym, Metz en scènes[5]
- 2006 : mise en scène Jean-François Cochet, Théâtre Paul Scarron[6],[7]